# Robert Kingsford
Robert Kennett Kingsford (ur. 23 grudnia 1849 w Londynie, zm. 14 października 1895 w Adelaide) – piłkarz angielski, który występował na pozycji napastnika, zdobywca Pucharu Anglii, jednokrotny reprezentant kraju.

## Kariera piłkarska, krykiet i późniejszy okres
Kingsford studiował prawo w koledżu w Marlborough i występował w tamtejszej drużynie. Po ukończeniu studiów grał w zespole złożonym z absolwentów Marlborough College – Old Marlburians. W 1873 roku jako piłkarz Wanderers zdobył Puchar Anglii. Grał również w Crystal Palace i Surrey.
Kingsford grał w krykietowej drużynie Surrey County Cricket Club na pozycji wicket-keepera.
W 1874 roku zastąpił Charlesa Alcocka na stanowisku sekretarza klubu Wanderers. W latach osiemdziesiątych XIX wieku wyemigrował do Australii. Zmarł w Adelajdzie w wieku 45 lat.

### Mecze w reprezentacji
7 marca 1874 roku na Hamilton Crescent w Glasgow wystąpił w meczu pomiędzy reprezentacjami Szkocji i Anglii; zdobył pierwszą bramkę w tym spotkaniu.
| #  | Data         | Miejsce                    | Mecz             | Wynik | Bramki | Rozgrywki       |
| -- | ------------ | -------------------------- | ---------------- | ----- | ------ | --------------- |
| 1. | 7 marca 1874 | Hamilton Crescent, Glasgow | Szkocja – Anglia | 2:1   |        | mecz towarzyski |

## Sukcesy
Wanderers
- Puchar Anglii zwycięzca (1): 1872/1873